# Ali Naseer Mohamed
Ali Naseer Mohamed (né le 2 novembre 1969) est un diplomate maldivien qui a été représentant permanent des Maldives auprès des Nations unies et ambassadeur des Maldives auprès des États-Unis et du Canada de juillet 2017 à mai 2019.

## Parcours
Originaire de Gaddhoo, sur l'atoll de Gaafu Dhaalu, il est titulaire d'un doctorat en études diplomatiques de l'Université nationale australienne et d'une maîtrise en études diplomatiques de l'Université de Leicester. Il rejoint le service extérieur des Maldives en mai 1985 et occupe plusieurs postes au sein du ministère des Affaires étrangères, notamment celui de secrétaire supplémentaire de la Division de la planification politique, de directeur général de la Direction des relations étrangères, de directeur général du Département des ressources extérieures et de directeur adjoint de la Division de la Recherche. Il est le principal responsable chargé de coordonner l'aide humanitaire internationale à la suite du tremblement de terre et du tsunami de 2004 dans l'océan Indien aux Maldives. De novembre 2013 à juillet 2017, il est ministre des Affaires étrangères au ministère des Affaires étrangères.
Le 9 juillet 2017, il est nommé ambassadeur et représentant permanent par le président Abdulla Yameen, succédant à Ahmed Sareer, qui l'a remplacé au poste de ministre des Affaires étrangères. Il prend ses fonctions de Représentant permanent auprès des Nations unies le 17 juillet 2017 et présente ses lettres de créance au président américain Donald Trump le 21 juillet 2017,. Thilmeeza Hussain lui succède en mai 2019.